# Visky Árpád
Visky Árpád (Székelyvécke, 1940. július 8. – Sepsiszentgyörgy, 1986. január 12.) romániai magyar színművész.

## Életútja

### 1983-ig
Elemi iskoláit szülőfalujában végezte, már gyermekként is erős volt az igazságérzete, a Marosvásárhelyről kiküldött tanfelügyelővel is képes volt szembeszállni, mert úgy érezte, igazságtalan volt vele. (Édesanyja visszaemlékezése.) 1963-ban fejezte be tanulmányait a marosvásárhelyi Szentgyörgyi István Színművészeti Főiskolán. Már a főiskolán feltűnt ígéretes tehetsége, mesterével, Kovács Györggyel felváltva alakította Tartuffe főszerepét Molière azonos című vígjátékában.
Pályakezdő színészként két évre Sepsiszentgyörgyre került, majd tíz éven keresztül, 1965 és 1975 között a marosvásárhelyi színház tagja volt. Innen ismét Háromszék fővárosába tért vissza. Karakteres színész volt, aki szerény és pontos eszközökkel dolgozott, a drámai feszültség fenntartására és a lírai atmoszféra megteremtése egyaránt sajátja volt. Számos irodalmi esten is szerepelt Ady Endre, Petőfi Sándor, Radnóti Miklós és József Attila verseivel.
Utoljára Az öngyilkos, avagy a véres hurka bosszúja című Erdman-darabban lépett föl. Néhány nap múlva, egy színházi kocsmai összeszólalkozás következtében két civil ruhás szekus provokálta, államellenes izgatás vádjával 1983-ban letartóztatták. Zárt tárgyaláson a bukaresti katonai törvényszék „Románia, a román nép és a szocialista rendszer rágalmazása vádjával” 1983. július 11-én öt évre ítélte. Családja sokáig azt sem tudta, mi van vele, hol keressék őt.

### 1983 után
A nemzetközi tiltakozások hatására 1984. szeptember 7-én amnesztiával szabadlábra helyezték, de színészként nem dolgozhatott tovább. Valóságos idegroncsot csináltak belőle, emlékezett vissza Király Károly. Megtört ember lett, aki a színpad hiányában már soha többé nem talált önmagára.
Egy ideig Sepsiszentgyörgyön dolgozott, majd a zárt városnak számító Marosvásárhelyen, a konzervgyárban talált menedéket, ahol minden tiltás ellenére Király Károly alkalmazta. Visszatért Szentgyörgyre, kisipari szövetkezetben kapott munkát, ahol játékokat készített. Nagy László Mihály újságíró, a Megyei Tükör egykori munkatársa volt azon emberek egyike, aki 1986. január 12-én még életben látta Viskyt. „Reggel 9 órakor egy kézilabdameccsre igyekeztem, amikor összefutottunk. Kérdeztem: hová mész? Arra ki, jött a tömör válasz, és az erdő felé mutatott.” Visky Árpádot felakasztva találták az őrkői erdőben. 1986. január 15-én több százan mentek el a temetésére. Segítő- és egyben bajtársa, az akkor vállalatigazgató Király Károly megfújatta a konzervgyár dudáját.
Sokan ma sem hiszik, hogy önkezével vetett volna véget életének. Nagy László Mihály szerint nem annak az embernek a képét mutatta, aki öngyilkosságra készül. Egy másik újságíró, Kész Csaba Levente Vér és kötél című novellájában egy bizonyos P. I. nevű hírhedt besúgót jelöl meg Visky gyilkosaként. A máig tisztázatlan körülmények arra utalhatnak, hogy a Securitate gyilkoltatta meg vagy kergette öngyilkosságba.

## Főbb szerepeiből
- Polgármester (Dürrenmatt: Az öreg hölgy látogatása);
- Kurrah (Vörösmarty Mihály: Csongor és Tünde);
- De la Fontaine (Sütő András: Csillag a máglyán);
- Tiborc (Katona József: Bánk bán);
- Tullio (Antonio Buero Vallejo: Az alapítvány);
- Férj (Csiki László: A nagypapa látni akar benneteket);
- Catavencu (Caragiale: Az elveszett levél).

## Emlékezete
Visky Árpád idős szülei fiuk halála után azon fáradoztak, hogy az ő halálának huszadik évfordulójáig róla elnevezett alapítványt jegyeztessenek be. Szülőfaluja polgármestere, Szőcs Lajos kezdeményezte, hogy a kultúrotthon Visky Árpád nevét vegye fel. A Visky Árpád Kultúrotthon falát Hunyadi László szobrászművésznek a színészről készített domborműve díszíti. 2010-ben a színművész 70. születésnapját ünnepelhette volna, ha halálba nem kergeti a diktatúra, ez alkalomból sepsiszentgyörgyi Plugor Sándor művészeti középiskolában termet neveztek el róla.

## Képgaléria
Az alábbi képek az 1980-as évek elején készültek. Szerzőjük: Bortnyik György.

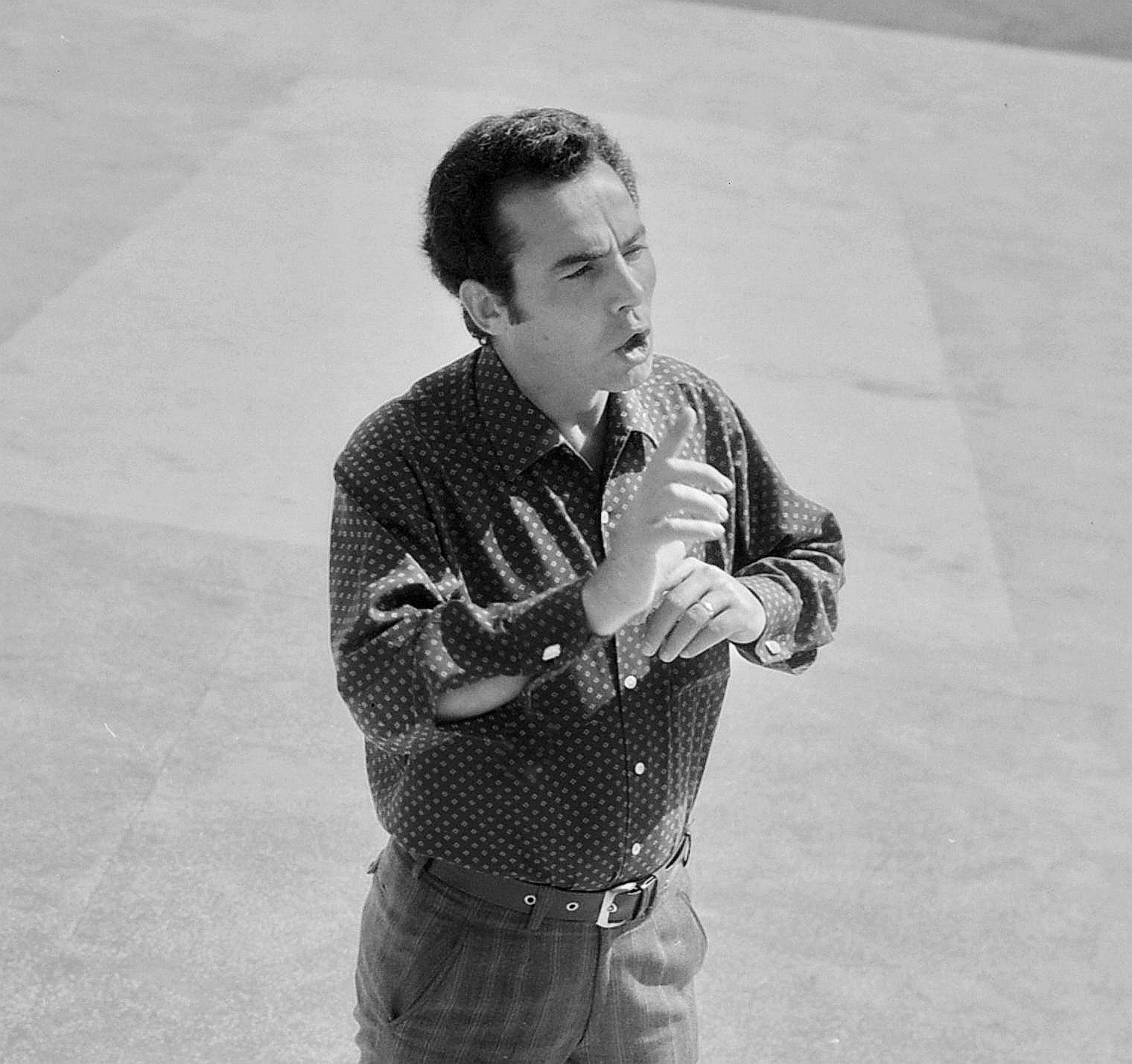
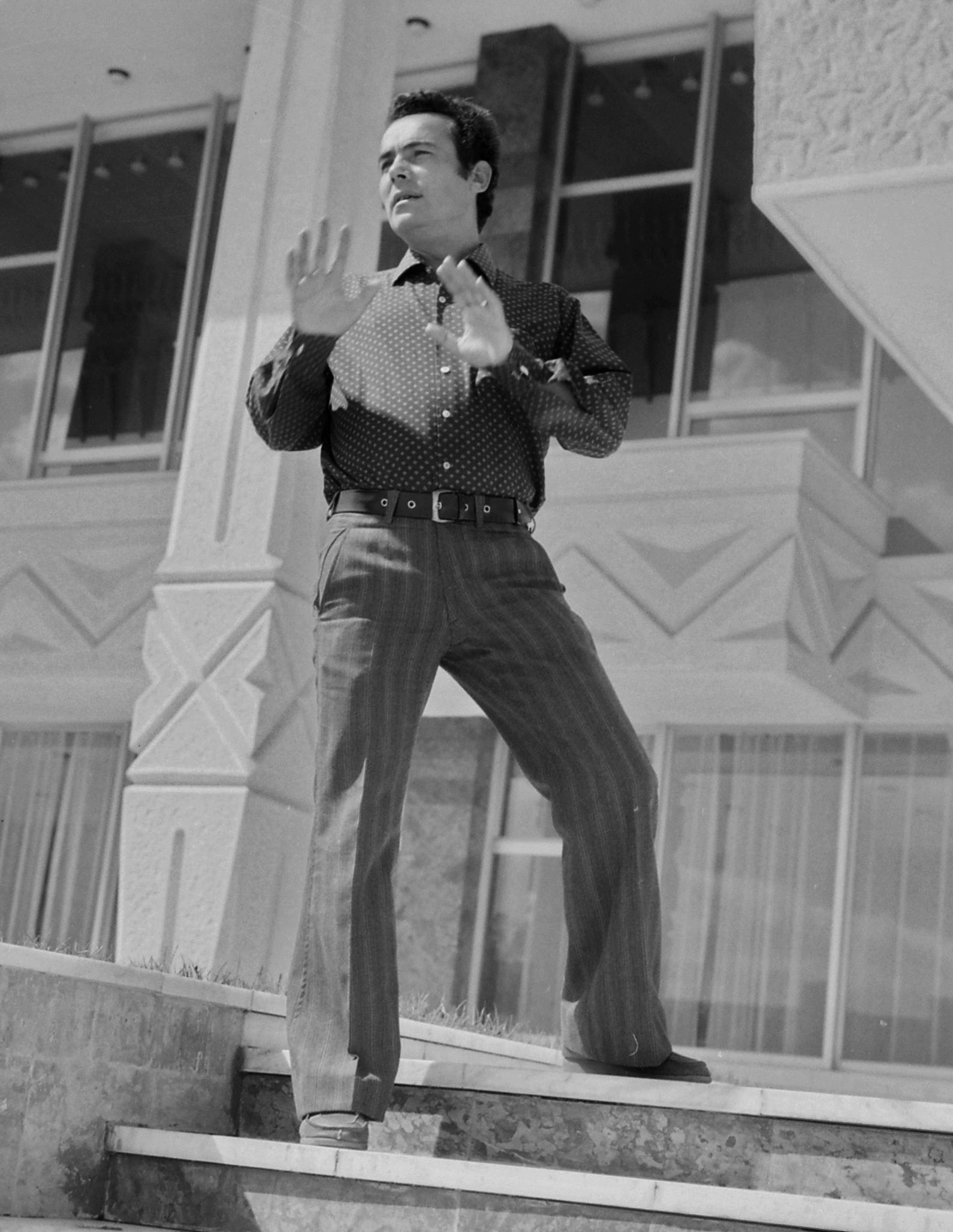
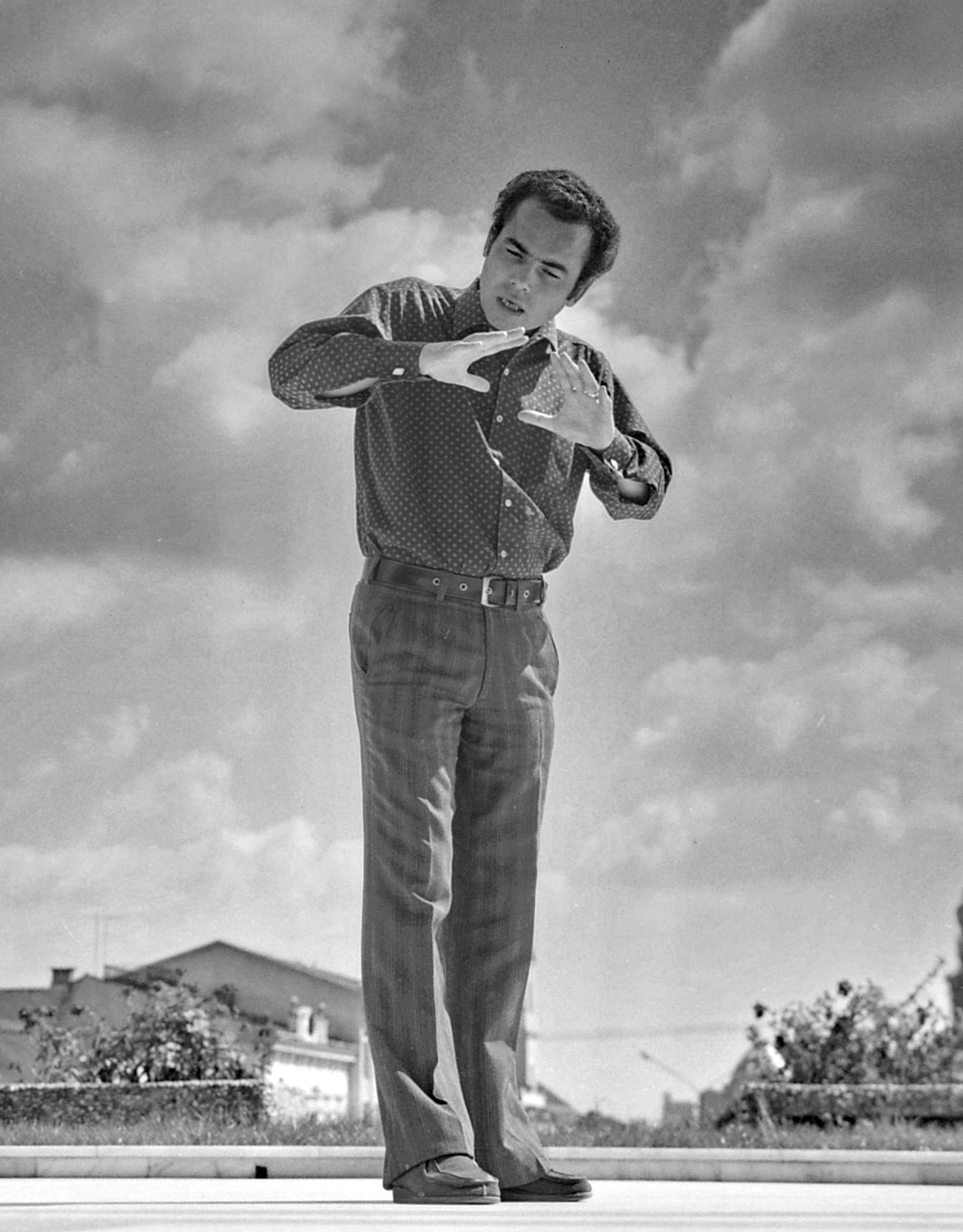
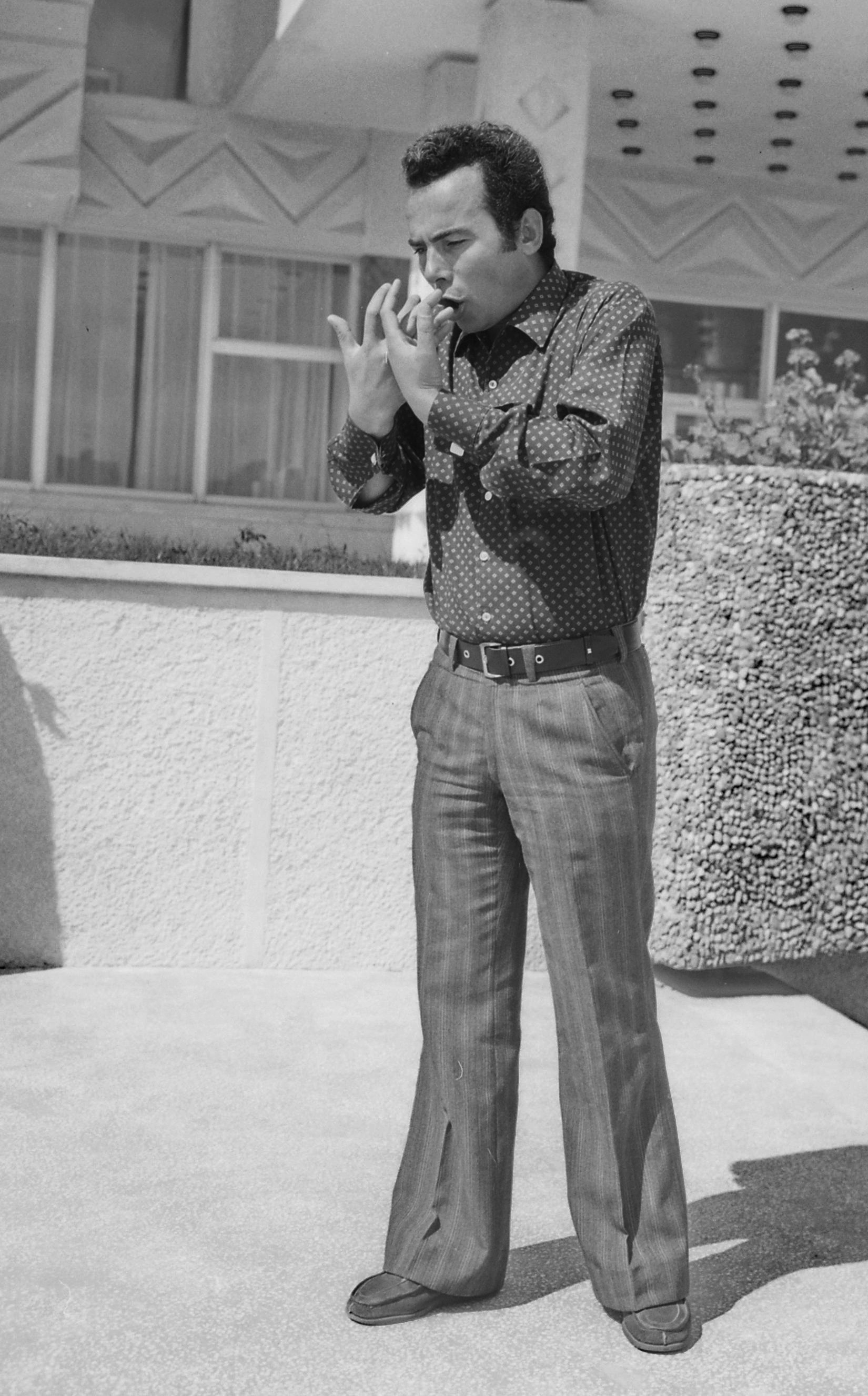